# Synthemistidae
Synthemistidae (лат.) — семейство стрекоз из подотряда разнокрылых. Включает 7 родов и 43 вида. Это древнее семейство, некоторые виды которого обитают в Австралии и на Новой Гвинее. Большинство видов имеют небольшие размеры и узкое брюшко. Предпочитают болотистые местности и быстрые речки. Нимфы живут на дне водоемов и противостоят засухе, зарываясь глубоко.